# Ferroviário Atlético Clube (Porto Velho)
Il Ferroviário Atlético Clube, meglio noto come Ferroviário, è una società calcistica brasiliana con sede nella città di Porto Velho, capitale dello stato della Rondônia.

## Storia
Il club è stato fondato il 10 luglio 1943 da parte dei dipendenti della ferrovia Madeira-Mamoré. Il Ferroviário ha vinto il Campionato Rondoniense negli anni 1946, 1947, 1948, 1949, 1950, 1951, 1952, 1955, 1957, 1958, 1963, 1970, 1978, 1979, 1986, 1987, e nel 1989, e ha vinto il Torneio Integração da Amazônia nel 1980.

## Palmarès

### Competizioni regionali
- Torneio Integração da Amazônia: 1

1980

### Competizioni statali
- Campionato Rondoniense: 17

1946, 1947, 1948, 1949, 1950, 1951, 1952, 1955, 1957, 1958, 1963, 1970, 1978, 1979, 1986, 1987, 1989